# Тадеушув (Мазовецьке воєводство)
Тадеушув (пол. Tadeuszów) — село в Польщі, у гміні Пйонки Радомського повіту Мазовецького воєводства.
Населення — 297 осіб (2011).

## Демографія
Демографічна структура станом на 31 березня 2011 року:
|          | Загалом | Допрацездатний вік | Працездатний вік | Постпрацездатний вік |
| -------- | ------- | ------------------ | ---------------- | -------------------- |
| Чоловіки | 142     | 35                 | 91               | 16                   |
| Жінки    | 155     | 27                 | 91               | 37                   |
| Разом    | 297     | 62                 | 182              | 53                   |